# Championnats du monde de triathlon 2001
Les Championnats du monde de triathlon 2001 présentent les résultats des championnats mondiaux de Triathlon en 2001 organisés par la fédération internationale de triathlon.
Ces 13e championnats se sont déroulés à Edmonton au Canada le 22 juillet 2001.

## Résultats

### Élite

#### Hommes
| Rang   | Athlète         | Nationalité      | Natation    | T1   | Vélo        | T2   | Course à pied | Temps           |
| ------ | --------------- | ---------------- | ----------- | ---- | ----------- | ---- | ------------- | --------------- |
| Or     | Peter Robertson | Australie        | 18 min 25 s | 53 s | 56 min 25 s | 24 s | 31 min 55 s   | 1 h 48 min 00 s |
| Argent | Chris Hill      | Australie        | 18 min 42 s | 51 s | 56 min 34 s | 26 s | 31 min 35 s   | 1 h 48 min 11 s |
| Bronze | Craig Watson    | Nouvelle-Zélande | 18 min 04 s | 54 s | 57 min 13 s | 27 s | 31 min 32 s   | 1 h 48 min 13 s |
| 4      | Ivan Rana       | Espagne          | 18 min 38 s | 48 s | 56 min 44 s | 28 s | 31 min 45 s   | 1 h 48 min 26 s |
| 5      | Andrew Johns    | Royaume-Uni      | 18 min 18 s | 53 s | 57 min 00 s | 26 s | 31 min 57 s   | 1 h 48 min 36 s |
| 6      | Simon Whitfield | Canada           | 18 min 27 s | 48 s | 56 min 57 s | 28 s | 31 min 59 s   | 1 h 48 min 41 s |
| 7      | Bevan Docherty  | Nouvelle-Zélande | 18 min 15 s | 53 s | 57 min 05 s | 28 s | 32 min 00 s   | 1 h 48 min 42 s |
| 8      | Reto Hug        | Suisse           | 18 min 18 s | 53 s | 56 min 57 s | 26 s | 32 min 10 s   | 1 h 48 min 46 s |
| 9      | Miles Stewart   | Australie        | 18 min 12 s | 51 s | 56 min 36 s | 26 s | 32 min 49 s   | 1 h 48 min 52 s |
| 10     | Stéphane Poulat | France           | 18 min 00 s | 53 s | 57 min 15 s | 31 s | 32 min 20 s   | 1 h 48 min 58 s |

#### Femmes
| Rang   | Athlète           | Nationalité      | Natation    | T1         | Vélo            | T2   | Course à pied | Temps           |
| ------ | ----------------- | ---------------- | ----------- | ---------- | --------------- | ---- | ------------- | --------------- |
| Or     | Siri Lindley      | États-Unis       | 19 min 33 s | 58 s       | 1 h 02 min 59 s | 29 s | 34 min 54 s   | 1 h 58 min 50 s |
| Argent | Michellie Jones   | Australie        | 19 min 21 s | 58 s       | 1 h 03 min 09 s | 31 s | 35 min 44 s   | 1 h 59 min 41 s |
| Bronze | Joanna Zeiger     | États-Unis       | 18 min 53 s | 59 s       | 1 h 03 min 39 s | 34 s | 35 min 50 s   | 1 h 59 min 55 s |
| 4      | Natasja Hilgeholt | Nouvelle-Zélande | 19 min 20 s | 58 s       | 1 h 03 min 15 s | 31 s | 36 min 19 s   | 2 h 00 min 25 s |
| 5      | Kathleen Smet     | Belgique         | 19 min 35 s | 58 s       | 1 h 02 min 52 s | 36 s | 36 min 42 s   | 2 h 00 min 46 s |
| 6      | Jill Savege       | Canada           | 19 min 19 s | 59 s       | 1 h 03 min 12 s | 29 s | 36 min 53 s   | 2 h 00 min 50 s |
| 7      | Silvia Gemignani  | Italie           | 19 min 13 s | 1 min 03 s | 1 h 03 min 13 s | 37 s | 36 min 48 s   | 2 h 00 min 54 s |
| 8      | Loretta Harrop    | Australie        | 18 min 45 s | 54 s       | 1 h 03 min 53 s | 27 s | 36 min 56 s   | 2 h 00 min 58 s |
| 9      | Evelyn Williamson | Nouvelle-Zélande | 19 min 48 s | 58 s       | 1 h 02 min 40 s | 32 s | 37 min 10 s   | 2 h 01 min 11 s |
| 10     | Christiane Pilz   | Allemagne        | 19 min 34 s | 53 s       | 1 h 02 min 56 s | 34 s | 37 min 19 s   | 2 h 01 min 17 s |

### Junior

#### Hommes
| Rang   | Athlète            | Nationalité | Natation    | T1         | Vélo        | T2   | Course à pied | Temps           |
| ------ | ------------------ | ----------- | ----------- | ---------- | ----------- | ---- | ------------- | --------------- |
| Or     | Sebastian Dehmer   | Allemagne   | 19 min 55 s | 46 s       | ?           | 22 s | 32 min 41 s   | 1 h 51 min 22 s |
| Argent | Emilio d'Aquino    | Italie      | 19 min 05 s | 56 s       | 58 min 15 s | 26 s | 32 min 49 s   | 1 h 51 min 30 s |
| Bronze | Luke McKenzie      | Australie   | 18 min 59 s | 49 s       | 58 min 25 s | 24 s | 33 min 30 s   | 1 h 52 min 06 s |
| 4      | Rory Mackie        | Zimbabwe    | 19 min 56 s | 53 s       | 57 min 24 s | 26 s | 33 min 43 s   | 1 h 52 min 21 s |
| 5      | Paul Tichelaar     | Canada      | 19 min 04 s | 51 s       | 58 min 16 s | 29 s | 34 min 08 s   | 1 h 52 min 47 s |
| 6      | Christian Prochnow | Allemagne   | 19 min 36 s | 1 min 01 s | 57 min 38 s | 31 s | 34 min 03 s   | 1 h 52 min 51 s |
| 7      | Daniel Hayes       | Royaume-Uni | 18 min 16 s | 53 s       | 59 min 02 s | 26 s | 34 min 25 s   | 1 h 53 min 04 s |
| 8      | Sylvain Sudrie     | France      | 19 min 02 s | 56 s       | 58 min 14 s | 31 s | 34 min 25 s   | 1 h 53 min 09 s |
| 9      | Sven Riederer      | Suisse      | 19 min 21 s | 54 s       | 57 min 55 s | 24 s | 34 min 37 s   | 1 h 53 min 11 s |
| 10     | Daniele Fiorentini | Italie      | 18 min 54 s | 53 s       | 58 min 27 s | 29 s | 34 min 28 s   | 1 h 53 min 11 s |

#### Femmes
| Rang   | Athlète         | Nationalité | Natation    | T1         | Vélo            | T2   | Course à pied | Temps           |
| ------ | --------------- | ----------- | ----------- | ---------- | --------------- | ---- | ------------- | --------------- |
| Or     | Nicola Spirig   | Suisse      | 20 min 56 s | 1 min 01 s | 1 h 04 min 44 s | 34 s | 36 min 56 s   | 2 h 04 min 11 s |
| Argent | Beatrice Lanza  | Italie      | 20 min 50 s | 1 min 01 s | 1 h 04 min 48 s | 31 s | 37 min 13 s   | 2 h 04 min 25 s |
| Bronze | Jodie Swallow   | Royaume-Uni | 19 min 32 s | 58 s       | 1 h 06 min 19 s | 34 s | 37 min 22 s   | 2 h 04 min 44 s |
| 4      | Ricarda Lisk    | Allemagne   | 20 min 39 s | 1 min 01 s | 1 h 05 min 02 s | 34 s | 37 min 46 s   | 2 h 05 min 01 s |
| 5      | Catherine Hare  | Royaume-Uni | 20 min 32 s | 1 min 03 s | 1 h 05 min 06 s | 34 s | 37 min 53 s   | 2 h 05 min 08 s |
| 6      | Janine Haertel  | Allemagne   | 19 min 34 s | 1 min 01 s | 1 h 06 min 08 s | 31 s | 38 min 01 s   | 2 h 05 min 16 s |
| 7      | Annabel Luxford | Australie   | 19 min 33 s | 59 s       | 1 h 06 min 09 s | 34 s | 38 min 28 s   | 2 h 05 min 43 s |
| 8      | Saori Ohmatsu   | Japon       | 20 min 43 s | 1 min 01 s | 1 h 05 min 02 s | 31 s | 38 min 50 s   | 2 h 06 min 08 s |
| 9      | Jessica Mayon   | Belgique    | 20 min 52 s | 1 min 01 s | 1 h 04 min 55 s | 32 s | 38 min 52 s   | 2 h 06 min 12 s |
| 10     | Kathy Tremblay  | Canada      | 20 min 43 s | 58 s       | 1 h 05 min 01 s | 34 s | 38 min 58 s   | 2 h 06 min 14 s |

## Tableau des médailles
| Rang  | Nation           | Or | Argent | Bronze | Total |
| ----- | ---------------- | -- | ------ | ------ | ----- |
| 1     | Australie        | 1  | 2      | 1      | 4     |
| 2     | Allemagne        | 1  | 0      | 1      | 2     |
| -     | États-Unis       | 1  | 0      | 1      | 2     |
| 4     | Suisse           | 1  | 0      | 0      | 1     |
| 5     | Italie           | 0  | 2      | 0      | 2     |
| 6     | Nouvelle-Zélande | 0  | 0      | 1      | 1     |
| Total | Total            | 4  | 4      | 4      | 12    |